# Vera Katz
Vera Katz, nata Vera Pistrak (Düsseldorf, 3 agosto 1933 – Portland, 11 dicembre 2017), è stata una politica statunitense, ex-sindaco di Portland.
Figlia di ebrei menscevichi, Vera nacque in Germania dopo che la famiglia aveva lasciato la Russia a seguito della rivoluzione bolscevica del 1917. Quando Adolf Hitler salì al potere, la famiglia Pistrak fuggì in Francia e dopo la sua occupazione si rifugiarono sui Pirenei. Qualche tempo dopo decisero di partire per gli Stati Uniti e si stabilirono a New York. I genitori di Vera divorziarono poi nel 1945.
Dopo gli studi Vera conobbe e sposò Mel Katz e insieme a lui si trasferì a Portland, in Oregon. Lì ebbero un figlio, Jesse, che poi divenne giornalista. Fra la fine degli anni sessanta e l'inizio degli anni settanta la Katz entrò in politica, partecipando ad alcune rivolte.
Nel 1972 ottenne un seggio alla Camera dei Rappresentanti dell'Oregon e poi ricoprì il ruolo di Presidente dal 1985 al 1990. Nel 1992 si candidò a sindaco e vinse le elezioni battendo Earl Blumenauer. Nei suoi tre mandati si occupò soprattutto di "ripulire" la città per riabilitarne l'immagine. Fu una grande sostenitrice dei mezzi di trasporto ecologici come la bicicletta.
Nei primi mesi del 2000 affrontò le cure per un tumore al seno. Nel 2004 le fu poi diagnosticata una rara forma di tumore uterino chiamato adenosarcoma, dal quale guarì grazie ad un'isterectomia.